# 汀甫圳
汀甫圳，是位於臺灣新竹的一項水利工程設施，為清朝年間私人修築之灌溉水圳，汀甫圳引頭前溪水，流經十八尖山、由香山入海。

## 地理位置
汀甫圳取水口位在隆恩圳崁腳南側，九甲埔東南方，圳路長 15,430 公尺，灌溉七百零四甲田地。取頭前溪及冷水坑溪水，延 35 公尺等高線溪經埔頂崁腳、赤土崎腳、交通大學博愛校區（舊二十五甲）、虎頭山下（建華國中北側）到烏崩崁（國立清華大學南大校區附近）過客雅溪（口琴橋）後，再延 25 公尺等高線溪北至頂埔，轉向西南延 15 公尺等高線經三姓橋，改沿 10 公尺等高線經香山塘，至鹽水港後西折入海。

## 修築始末
汀甫圳始於清朝嘉慶年間由塹城泉籍舖號「林泉興」開始修築，原名泉興圳，由於水圳修築成本高，導致工程未完卻無力修築，道光年間將水圳典讓予何錦泉號接手重修，由何錦泉號第二代
何永福續建，何錦泉號接手後改名為「何勝圳」，除自身取用外，並收取水租，後來將水圳的營運、管理、維修的工作交給次子何汀甫負責。
大正十三年（1924），埤圳公有化政策實施後，末代圳長何汀甫捐出私人水圳，由政府擴大整治，由磯田謙雄技師主持，於昭和三年（1928）竣工，為感念何汀甫捐獻之功，並考慮居民習慣的稱呼，將原先擬定「昭和圳」名，改為汀甫圳。